# Ports Authority
Ports Authority is een Sierra Leoonse voetbalclub uit hoofdstad Freetown. De naam verwijst naar de haven van Freetown, die de op twee na grootste natuurlijke haven de wereld is.

## Erelijst
Landskampioen
1973, 2008, 2011
Beker van Sierra Leone
1990, 1991

## Bekende spelers
- Kewullay Conteh

East End Lions · Mighty Blackpool · Diamond Stars · Wusum Stars · Bo Rangers · Kallon FC · Golden Dragons · Central Parade · Mount Aureol · Ports Authority · Old Edwardians · Nepean Stars · Gem Stars · Golf Leopards